# Slöjtandkarp
Slöjtandkarp (Pterolebias longipinnis) är en fiskart som beskrevs av Garman, 1895. Slöjtandkarp ingår i släktet Pterolebias och familjen Rivulidae. Inga underarter finns listade i Catalogue of Life.